# Busskirch
Busskirch (toponimo tedesco) è un quartiere della città svizzera di Rapperswil-Jona, nel Canton San Gallo (distretto di See-Gaster).

## Geografia fisica
Busskirch si trova sulla sponda nordorientale del lago di Zurigo, a sudest di Rapperswil.

## Storia
Fino al 2006 ha fatto parte del comune di Jona, il quale nel 2007 è stato accorpato all'altro comune soppresso di Rapperswil per formare il nuovo comune di Rapperswil-Jona.

## Monumenti e luoghi d'interesse
- Chiesa parrocchiale di San Martino, eretta in epoca altomedievale sui resti di un edificio romano del I-IV secolo[1];
- Rovine romane[1].